# Patrik Stoupa
Patrik Stoupa (* 12. října 1996 Sedlčany[zdroj?]) je český pop-rockový a muzikálový zpěvák, klavírista a skladatel.

## Kariéra
Patrika přivedla k hudbě jeho maminka. Svou hudební kariéru započal v roce 2012 v hudební kapele PULS, jenž hrála převzaté písně na plesech, zábavách, městských slavnostech, svatbách, firemních večírcích aj. Známým se stal zejména a po účasti v pěvecké soutěži pro začínající zpěváky s mezinárodní účastí Česko zpívá v roce 2015. V této soutěži také působí jako porotce. Stejně tak je tomu i v mezinárodní pěvecké soutěži Hlas Česka, Moravy a Slezska, Czech talent a je patronem regionální pěvecké soutěže Neveklovská hvězdička, pořádaná městem Neveklov.
Má vlastní pop-rockový projekt a v březnu roku 2018 vydal svůj první singl „Nad krajinou“, na kterém spolupracoval s muzikanty z kapely Blue Effect.
Navázal na něj v roce 2019 druhým singlem „Svítá“, který připravoval společně s Lukášem Chromkem, kytaristou a producentem Ewy Farné.
V roce 2021 zaznamenal zatím svůj největší úspěch. Složil a společně se zpěvačkou Markétou Poulíčkovou (alias „MAKY“) nazpíval píseň „Je to znát“ pro Nadační fond Světluška Českého rozhlasu, kterého se stal tváří. K písni natočili v Divadle Radka Brzobohatého i videoklip, ve kterém hrají i česká moderátorka a zpěvačka Sonia Edde, Jaromír Špaček, Cecílie Novotná, Patrik Takáč a pes Bertík. Pro Světlušku Patrik také v roce 2021 odehrál benefiční koncert.
Singl uspěl a vyhrál v hitparádách na Českém rozhlasu (v září 2021 obdržel Patrik ocenění Zlatá česká dvanáctka v pořadu Martina Hrdinky), radiu Kiss, radiu City... dodnes je písnička v rotaci českých radií.

## Singly
- 2017 – singl „Nad krajinou“
- 2018 – singl „Svítá“
- 2021 – píseň „Je to znát“ – pro nadační fond Světluška (ft. Maky)